# فرانك ستيلويل
فرانك ستيلويل (بالإنجليزية: Frank Stilwell)‏ هو اقتصادي أسترالي، ولد في 1945 في ساوثهامبتون في المملكة المتحدة.